# Resultados do Carnaval de Florianópolis em 2024
Os resultados do Carnaval de Florianópolis de 2024 foram divulgados no dia 12 de fevereiro, segunda-feira de Carnaval, em evento na Passarela Nego Quirido, mesmo local onde foram realizados os desfiles entre o sábado, 10, e o domingo, 11.
Após a revelação das notas dos jurados do grupo único e a contabilização, a escola de samba União da Ilha da Magia, vencedora do ano anterior, foi declarada bicampeã do carnaval, com 269,0 pontos. A agremiação da Lagoa da Conceição trouxe o enredo "Citius, Altius, Fortius! Os Deuses do Olimpo abençoando o Skate na Ilha da Magia!" e conquistou o quarto título de sua história.
Pelo segundo ano consecutivo, o Consulado ficou logo atrás da União da Ilha da Magia, ficando com o vice-campeonato. É o terceiro vice seguido da escola do Saco dos Limões. A terceira colocada, Unidos da Coloninha, disputou o título nota a nota com a União da Ilha até o final, mas terminou um décimo atrás empatando em pontos com o Consulado - que tinha um décimo a mais no quesito Fantasia, o primeiro dos critérios de desempate. As três escolas voltaram a Passarela para o desfile das campeãs, que retornou após dois carnavais sem o evento, na terça de Carnaval. O empate entre quarta e quinta colocadas, Embaixada Copa Lord e Os Protegidos da Princesa, que pontuaram igual em Fantasia, foi decidido no quesito Harmonia.

## Grupo único

### Resultado final
| Legenda: Desfile das Campeãs |

| Col. | Escola                    | Enredo                                                                                       | Pontos | Desempate       |
| ---- | ------------------------- | -------------------------------------------------------------------------------------------- | ------ | --------------- |
| 1°   | União da Ilha da Magia    | Citius, Altius, Fortius: Os deuses do Olimpo abençoando o Skate na Ilha da Magia             | 269,0  |                 |
| 2°   | Consulado                 | Aiuri-Caua                                                                                   | 268,9  | Fantasia (30,0) |
| 3°   | Unidos da Coloninha       | A Música Veio ao Nosso Encontro - Camerata Florianópolis: 30 Anos!                           | 268,9  | Fantasia (29,9) |
| 4°   | Embaixada Copa Lord       | Praça XV, Paulo Fontes e Nego Quirido - Um Manifesto Pelas Escolas de Samba                  | 268,6  | Harmonia (29,8) |
| 5°   | Os Protegidos da Princesa | Nessa Noite Lá no Morro Se Fez Batucada, a Celebração da Princesa no Palácio Seguro do Samba | 268,6  | Harmonia (29,7) |
| 6°   | Dascuia                   | Cores do Coração, Uma Jornada pelo Autismo                                                   | 268,2  |                 |
| 7°   | Império Vermelho e Branco | Divina Cerveja - A Criação de uma Deusa                                                      | 267,7  |                 |
| 8°   | Acadêmicos do Sul da Ilha | Obaluaê, senhor da Terra e da Cura!                                                          | 267,4  |                 |
| 9°   | Jardim das Palmeiras      | É no toque do adarrum que santo de casa vira devoção!                                        | 264,8  |                 |
| 10°  | Nação Guarani             | Extraordinárias Mulheres da Nação                                                            | 258,1  |                 |

## Controvérsias e confusão na apuração
A apuração e dias posteriores foram marcados por diversas polêmicas devido não apenas aos resultados, mas também a acontecimentos da apuração. Os resultados geraram algum nível de controvérsia quanto as notas e aos critérios que levaram ao título da União da Ilha da Magia, gerando uma confusão na qual uma integrante da Coloninha afirmou ter sido chamada por termos racistas por um membro da diretoria da União da Ilha. Outras acusações de violência foram feitas por componentes das duas escolas.
A Liga das Escolas de Samba de Florianópolis (LIESF) se manifestou em nota quanto a polêmica dos resultados afirmando contratar uma equipe de jurados independentes, afastando de si qualquer responsabilidade sobre o resultado final. Quanto as acusações de racismo e episódios violentos, a nota afirmou que os acontecimentos serão analisados nas esferas judiciais, aguardando os resultados dessa etapa para possíveis punições.

A União da Ilha da Magia disse em nota que alguns dos seus integrantes foram agredidos na confusão, chegando a afirmar que não desfilaria no Desfile das Campeãs por questões de segurança - o desfile acabou acontecendo. Já a Coloninha também se manifestou em nota, dizendo que desconhece as agressões alegadas pela União da Ilha e repudia qualquer ato de violência. Sobre o caso de racismo, foi dito que os envolvidos já procuraram as autoridades para dar seguimento as medidas necessárias. Na terça, a escola teve diversos momentos de protestos antirracistas no Desfile das Campeãs.